# Eric Carte
Eric Carte est un acteur britannique jouant principalement dans des séries télévisées.

## Filmographie

### Cinéma
- 1974 : Le Mystère de la bête humaine (The Beast Must Die) : Chasseur 2
- 1987 : Child of Love
- 2007 : Provoked : Juge
- 2008 : Lady Godiva (en) : Mr. Bartle
- 2009 : Out of the Night : Docteur
- 2011 : Johnny English, le retour : Agent 1
- 2012 : Run for Your Wife (en) : Homme dans le bus

### Courts-métrages
- 2008 : The End of Fast Rewind
- 2011 : Recompense

### Télévision

#### Séries télévisées
- 1972 : Crime of Passion : Bompard
- 1973 : New Scotland Yard (en) : PC Griffin
- 1974 : La Chute des aigles : Aide to Kaiser Wilhelm
- 1974 : Seven Faces of Woman (it) : Brian
- 1975 : Cosmos 1999 : Collins
- 1976 : Bouquet of Barbed Wire (en) : Geoff Roberts
- 1976 : Chapeau melon et bottes de cuir : Terry
- 1977 : Another Bouquet : Geoff Roberts
- 1980 : Fox (en) : Dave Drury / Dave Dury
- 1981 : Smuggler : Capitaine Tennant
- 1981 : Lady Killers : James Armstrong
- 1981 : Private Schulz (en) : Barnes
- 1984 : Mr. Palfrey of Westminster (en) : Benskin
- 1986 : The Collectors : Eric Hall
- 1986 : The Kenny Everett Television Show
- 1987 : Executive Stress (en) : Photographer
- 1987 : French and Saunders
- 1988 : Small World (en) : Second Man
- 1988 : Never the Twain (en) : Mr. Carter / Vendor
- 1989 : Gentlemen and Players (en) : Alan Hartnell
- 1989 : Screen Two (en) : Hugh
- 1989 : The Les Dennis Laughter Show
- 1990 : Don't Wait Up (en) : Hospital Receptionist
- 1990-1995 : Keeping Up Appearances : the Sergeant / Sergeant Watkins / The car park attendant
- 1992 : Eldorado (en) : Bar Owner
- 1992 : Sam Saturday (en)
- 1992 : The Bill : Mr. Garside
- 1994 : Hercule Poirot : George Lee
- 1995 : Faith in the Future (en) : Brian
- 1995 : Le Club des Cinq : Carter
- 1996 : Bugs : Guyana Control
- 1997 : Wing and a Prayer (en)
- 1998 : A Prince Among Men (en) : Brian Buckle
- 1998 : Heartbeat (en) : Hanscombe / Lawyer
- 1998 : Scotland Yard, crimes sur la Tamise : Slater
- 1999 : People Like Us
- 2000 : The Ghost Hunter (en)
- 2001 : Body Story 2
- 2001 : Down to Earth (en) : Mr. Fitz Morris
- 2002 : Rosamunde Pilcher : Doctor
- 2003 : Absolute Power (en) : Batey Clubman
- 2003 : Division Enquêtes Criminelles : Dr. George Maynard
- 2003 : Spine Chillers (en) : Lord St. John Harker
- 2004 : Rosemary and Thyme : Noel
- 2005 : The Robinsons (en) : Nigel
- 2005-2013 : Doctors : Dr. Terrence Westerby / Councillor Philip Barker / Jonathan Graham
- 2006 : Ma tribu : Richard
- 2006 : Flics toujours (New Tricks) : Dr. Hart
- 2007 : Comedy Showcase : Uncle Phil
- 2007-2009 : The Omid Djalili Show (en) : Golfer
- 2009 : Plus One : Phil
- 2011 : Inspecteur Barnaby : Clarky
- 2017 : Father Brown (en) : Judge
- 2017 : Genius : Sir William Crookes
- 2017 : Unforgotten : Pat Smith

#### Téléfilms
- 1976 : Alien Attack : Eddie Collins
- 1990 : A Strike Out of Time : Tim Bell
- 1995 : Daisies in December : Arthur Carmody
- 1997 : The Woman in White : Marian's Father
- 1998 : Touch and Go : Ian
- 1999 : La Dynastie des Carey-Lewis : Nancherrow : Headmaster
- 2003 : The Day Britain Stopped : Tom Walker, MP (Transport Minister)
- 2006 : 1916, l'enfer de la Somme : Lt-Gen. Morland
- 2006 : The Lavender List : Sir Eric
- 2007 : A Very British Sex Scandal : Lord Hailsham
- 2007 : Supergrass : Defense QC

### Jeu vidéo
- 1996 : Privateer 2: The Darkening  : Lord Mike Vonx